# Rencontres de la Coupe d'Europe de rugby à XV 2019-2020
Cet article recense les rencontres organisées durant la Coupe d'Europe de rugby à XV 2019-2020.

## Barrage d'accession
| Club    | Score   | Club     |
| ------- | ------- | -------- |
| Ospreys | 21 - 10 | Scarlets |

| Barrage d'accession 18 mai 2019 19 h 30 | Ospreys | 21 - 10 (14 - 10) | Scarlets                                                                                                   | Liberty Stadium, Swansea 8 489 spectateurs Arbitre : Ben Whitehouse |
| Barrage d'accession 18 mai 2019 19 h 30 | Essai(s) : 3 · North 9e · Cracknell 18e · Dirksen 71e · Transformation(s) : 3/3 · S. Davies 10e 19e · Price 79e · Discipline : · Dirksen 34e · |                   | Essai(s) : 1 · 34e J. Davies · Transformation(s) : 1/1 · 36e Halfpenny · Pénalité(s) : 1 · 14e Halfpenny · | Liberty Stadium, Swansea 8 489 spectateurs Arbitre : Ben Whitehouse |
| Barrage d'accession 18 mai 2019 19 h 30 | |                   | | Liberty Stadium, Swansea 8 489 spectateurs Arbitre : Ben Whitehouse |

## Phase de poules

### Poule 1
| Résultats (▼dom., ►ext.) | LEI   | NOR   | LYO   | BEN   |
| Leinster Rugby           | —     | 50-21 | 42-14 | 33-19 |
| Northampton Saints       | 16-43 | —     | 25-14 | 33-20 |
| Lyon OU                  | 6-13  | 24-36 | —     | 28-0  |
| Benetton Trévise         | 0-18  | 32-35 | 25-22 | —     |

- Victoire à domicile
- Match nul
- Victoire à l'extérieur

| 1re journée 16 novembre 2019 16 h 15 | Leinster | 33 - 19 (19 - 7) | Benetton Trévise | RDS Arena, Dublin Arbitre : Pierre Brousset |
| 1re journée 16 novembre 2019 16 h 15 | Essai(s) : 5 Ringrose (5e, 16e, 69e), Kelleher (31e), Sexton (44e) Transformation(s) : 4 Sexton (17e, 32e, 45e), R.Byrne (70e) |                  | Essai(s) : 3 Budd (9e), Faiva (52e), Sperandio (80e) Transformation(s) : 2 Keatley (10e, 53e) Carton(s) jaune(s) : 1 Quaglio (28e) | RDS Arena, Dublin Arbitre : Pierre Brousset |
| 1re journée 16 novembre 2019 16 h 15 | |                  | | RDS Arena, Dublin Arbitre : Pierre Brousset |

| 1re journée 17 novembre 2019 14 h 00 | Northampton Saints | 25 - 14 (19 - 0) | Lyon OU                                                                    | Franklin's Gardens, Northampton Arbitre : Frank Murphy |
| 1re journée 17 novembre 2019 14 h 00 | Essai(s) : 1 Hutchinson (20e) Transformation(s) : 1 Biggar (21e) Pénalité(s) : 6 Biggar (4e, 10e, 33e, 37e, 43e, 65e) |                  | Essai(s) : 2 Regard (61e, 74e) Transformation(s) : 2 Wisniewski (62e, 75e) | Franklin's Gardens, Northampton Arbitre : Frank Murphy |
| 1re journée 17 novembre 2019 14 h 00 | |                  |                                                                            | Franklin's Gardens, Northampton Arbitre : Frank Murphy |

| 2e journée 23 novembre 2019 14 h 00 | Benetton Trévise | 32 - 35 (25 - 15) | Northampton Saints | Stadio Comunale di Monigo, Trévise Arbitre : Mike Adamson |
| 2e journée 23 novembre 2019 14 h 00 | Essai(s) : 4 Faiva (6e, 69e), Ratuva (19e), Brex (26e) Transformation(s) : 3 Allan (7e, 27e, 70e) Pénalité(s) : 2 Allan (13e, 34e) Carton(s) jaune(s) : 1 Steyn (39e) |                   | Essai(s) : 4 Collins (9e, 65e), Reinach (40e), Sleightholme (56e) Transformation(s) : 3 Biggar (40e+1, 57e, 66e) Pénalité(s) : 3 Biggar (3e, 52e, 80e+4) Carton(s) jaune(s) : 1 Biggar (23e) | Stadio Comunale di Monigo, Trévise Arbitre : Mike Adamson |
| 2e journée 23 novembre 2019 14 h 00 | |                   | | Stadio Comunale di Monigo, Trévise Arbitre : Mike Adamson |

| 2e journée 23 novembre 2019 16 h 15 | Lyon OU                               | 6 - 13 (0 - 10) | Leinster | Matmut Stadium Gerland, Lyon Arbitre : Luke Pearce |
| 2e journée 23 novembre 2019 16 h 15 | Pénalité(s) : 2 Wisniewski (68e, 79e) |                 | Essai(s) : 1 Deegan (22e) Transformation(s) : 1 Sexton (23e) Pénalité(s) : 2 Sexton (9e, 77e) Carton(s) jaune(s) : 1 Larmour (27e) | Matmut Stadium Gerland, Lyon Arbitre : Luke Pearce |
| 2e journée 23 novembre 2019 16 h 15 |                                       |                 | | Matmut Stadium Gerland, Lyon Arbitre : Luke Pearce |

| 3e journée 7 décembre 2019 14 h 00 | Lyon OU | 28 - 0 (20 - 0) | Benetton Trévise                     | Matmut Stadium Gerland, Lyon Arbitre : Karl Dickson |
| 3e journée 7 décembre 2019 14 h 00 | Essai(s) : 4 Buttin (3e), Ngatai (8e), Mignot (28e), Gill (75e) Transformation(s) : 1 Wisniewski (9e) Pénalité(s) : 2 Wisniewski (28e), Fernandez (68e) |                 | Carton(s) jaune(s) : 1 Barbini (67e) | Matmut Stadium Gerland, Lyon Arbitre : Karl Dickson |
| 3e journée 7 décembre 2019 14 h 00 | |                 |                                      | Matmut Stadium Gerland, Lyon Arbitre : Karl Dickson |

| 3e journée 7 décembre 2019 14 h 00 | Northampton Saints | 16 - 43 (16 - 19) | Leinster | Franklin's Gardens, Northampton Arbitre : Alexandre Ruiz |
| 3e journée 7 décembre 2019 14 h 00 | Essai(s) : 1 Tuala (7e) Transformation(s) : 1 Biggar (8e) Pénalité(s) : 3 Biggar (15e, 27e, 31e) Carton(s) jaune(s) : 1 Waller (47e) |                   | Essai(s) : 7 Lowe (4e), Ruddock (16e), Porter (38e), Healy (44e), R.Byrne (47e), McGrath (75e), E.Byrne (79e) Transformation(s) : 4 Sexton (5e, 17e), R.Byrne (45e, 80e) Carton(s) jaune(s) : 1 Ringrose (54e) | Franklin's Gardens, Northampton Arbitre : Alexandre Ruiz |
| 3e journée 7 décembre 2019 14 h 00 | |                   | | Franklin's Gardens, Northampton Arbitre : Alexandre Ruiz |

| 4e journée 14 décembre 2019 13 h 45 | Benetton Trévise | 25 - 22 (12 - 14) | Lyon OU | Stadio Comunale di Monigo, Trévise Arbitre : Matthew Carley |
| 4e journée 14 décembre 2019 13 h 45 | Essai(s) : 3 Sarto (9e), Ioane (14e), Lazzaroni (72e) Transformation(s) : 2 Keatley (15e), Rizzi (73e) Pénalité(s) : 2 Keatley (45e, 57e) |                   | Essai(s) : 3 Gill (18e), Wulf (24e), Barassi (65e) Transformation(s) : 2 Fernandez (19e, 25e) Pénalité(s) : 1 Fernandez (49e) | Stadio Comunale di Monigo, Trévise Arbitre : Matthew Carley |
| 4e journée 14 décembre 2019 13 h 45 | |                   | | Stadio Comunale di Monigo, Trévise Arbitre : Matthew Carley |

| 4e journée 14 décembre 2019 18 h 15 | Leinster | 50 - 21 (31 - 14) | Northampton Saints | Aviva Stadium, Dublin Arbitre : Dan Jones |
| 4e journée 14 décembre 2019 18 h 15 | Essai(s) : 7 Ringrose (1re, 5e, 47e), Furlong (22e), D.Kearney (35e), Lowe (42e), Doris (66e) Transformation(s) : 6 R.Byrne (2e, 6e, 23e, 36e), Frawley (48e, 67e) Pénalité(s) : 1 R.Byrne (10e) |                   | Essai(s) : 3 Biggar (18e), Sleightholme (38e), Tuala (57e) Transformation(s) : 3 Biggar (19e, 39e, 58e) Carton(s) jaune(s) : 2 Tuala (21e), Wood (29e) | Aviva Stadium, Dublin Arbitre : Dan Jones |
| 4e journée 14 décembre 2019 18 h 15 | |                   | | Aviva Stadium, Dublin Arbitre : Dan Jones |

| 5e journée 12 janvier 2020 14 h 00 | Northampton Saints | 33 - 20 (5 - 10) | Benetton Trévise | Franklin's Gardens, Northampton Arbitre : Pierre Brousset |
| 5e journée 12 janvier 2020 14 h 00 | Essai(s) : 5 Mallinder (6e), Taylor (44e), Van Wyk (59e), Dingwall (72e), Symons (78e) Transformation(s) : 4 Grayson (45e, 60e, 73e, 79e) |                  | Essai(s) : 2 Benvenuti (34e), Faiva (51e) Transformation(s) : 2 Allan (35e, 52e) Pénalité(s) : 2 Allan (12e, 65e) Carton(s) jaune(s) : 1 Trussardi (29e) | Franklin's Gardens, Northampton Arbitre : Pierre Brousset |
| 5e journée 12 janvier 2020 14 h 00 | |                  | | Franklin's Gardens, Northampton Arbitre : Pierre Brousset |

| 5e journée 12 janvier 2020 14 h 00 | Leinster | 42 - 14 (21 - 14) | Lyon OU | RDS Arena, Dublin Arbitre : Ben Whitehouse |
| 5e journée 12 janvier 2020 14 h 00 | Essai(s) : 6 D.Kearney (10e, 31e), Van der Flier (15e), Deegan (53e), Cronin (65e), Porter (72e) Transformation(s) : 6 R.Byrne (11e, 16e, 32e, 54e, 66e, 73e) |                   | Essai(s) : 2 Bruni (22e), Roodt (38e) Transformation(s) : 2 Pélissié (23e, 39e) Carton(s) jaune(s) : 3 Dumortier (32e), Lambey (49e), Mignot (64e) | RDS Arena, Dublin Arbitre : Ben Whitehouse |
| 5e journée 12 janvier 2020 14 h 00 | |                   | | RDS Arena, Dublin Arbitre : Ben Whitehouse |

| 6e journée 18 janvier 2020 14 h 00 | Lyon OU | 24 - 36 (17 - 5) | Northampton Saints | Matmut Stadium Gerland, Lyon Arbitre : Dan Jones |
| 6e journée 18 janvier 2020 14 h 00 | Essai(s) : 3 Lambey (25e), Gill (33e), Ngatai (66e) Transformation(s) : 3 Wisniewski (26e, 34e, 67e) Pénalité(s) : 1 Wisniewski (40e+1) Carton(s) jaune(s) : 1 Gomez Kodela (19e) |                  | Essai(s) : 5 Haywood (20e), Harrison (46e), Reinach (65e), Furbank (72e), Fish (78e) Transformation(s) : 4 Biggar (47e, 66e, 73e, 79e) Pénalité(s) : 1 Biggar (62e) | Matmut Stadium Gerland, Lyon Arbitre : Dan Jones |
| 6e journée 18 janvier 2020 14 h 00 | |                  | | Matmut Stadium Gerland, Lyon Arbitre : Dan Jones |

| 6e journée 18 janvier 2020 14 h 00 | Benetton Trévise                    | 0 - 18 (0 - 3) | Leinster | Stadio Comunale di Monigo, Trévise Arbitre : Karl Dickson |
| 6e journée 18 janvier 2020 14 h 00 | Carton(s) jaune(s) : 1 Herbst (41e) |                | Essai(s) : 2 Doris (59e), Tracy (64e) Transformation(s) : 1 R.Byrne (65e) Pénalité(s) : 2 R.Byrne (34e, 52e) Carton(s) jaune(s) : 1 Doris (17e) | Stadio Comunale di Monigo, Trévise Arbitre : Karl Dickson |
| 6e journée 18 janvier 2020 14 h 00 |                                     |                | | Stadio Comunale di Monigo, Trévise Arbitre : Karl Dickson |

### Poule 2
| Résultats (▼dom., ►ext.) | EXE   | GLA   | ROC   | SAL   |
| Exeter Chiefs            | —     | 34-18 | 33-14 | 35-10 |
| Glasgow Warriors         | 31-31 | —     | 7-12  | 13-7  |
| Stade rochelais          | 12-31 | 24-27 | —     | 30-23 |
| Sale Sharks              | 20-22 | 7-45  | 25-15 | —     |

- Victoire à domicile
- Match nul
- Victoire à l'extérieur

| 1re journée 16 novembre 2019 14 h 00 | Glasgow Warriors                                                                                          | 13 - 7 (13 - 0) | Sale Sharks                                                        | Scotstoun Stadium, Glasgow Arbitre : Alexandre Ruiz |
| 1re journée 16 novembre 2019 14 h 00 | Essai(s) : 1 Van der Merwe (35e) Transformation(s) : 1 Hastings (36e) Pénalité(s) : 2 Hastings (15e, 26e) |                 | Essai(s) : 1 Oosthuizen (61e) Transformation(s) : 1 MacGinty (62e) | Scotstoun Stadium, Glasgow Arbitre : Alexandre Ruiz |
| 1re journée 16 novembre 2019 14 h 00 | |                 |                                                                    | Scotstoun Stadium, Glasgow Arbitre : Alexandre Ruiz |

| 1re journée 16 novembre 2019 16 h 15 | Stade rochelais                                                                      | 12 - 31 (0 - 14) | Exeter Chiefs | Stade Marcel-Deflandre, La Rochelle Arbitre : Mike Adamson |
| 1re journée 16 novembre 2019 16 h 15 | Essai(s) : 2 Doumayrou (45e), Murimurivalu (80e) Transformation(s) : 1 James (80e+1) |                  | Essai(s) : 4 Dennis (10e), O'Flaherty (33e), Slade (54e), S.Simmonds (63e) Transformation(s) : 4 J.Simmonds (11e, 34e, 55e, 64e) Pénalité(s) : 1 J.Simmonds (75e) | Stade Marcel-Deflandre, La Rochelle Arbitre : Mike Adamson |
| 1re journée 16 novembre 2019 16 h 15 |                                                                                      |                  | | Stade Marcel-Deflandre, La Rochelle Arbitre : Mike Adamson |

| 2e journée 23 novembre 2019 16 h 15 | Exeter Chiefs | 34 - 18 (10 - 13) | Glasgow Warriors | Sandy Park, Exeter Arbitre : Pascal Gaüzère |
| 2e journée 23 novembre 2019 16 h 15 | Essai(s) : 4 Hill (27e), Slade (41e), S.Simmonds (52e), O'Flaherty (59e) Transformation(s) : 4 J.Simmonds (28e, 42e, 53e, 60e) Pénalité(s) : 2 J.Simmonds (12e, 67e) Carton(s) jaune(s) : 1 S.Simmonds (71e) |                   | Essai(s) : 2 Grigg (8e), Turner (78e) Transformation(s) : 1 Hastings (9e) Pénalité(s) : 2 Hastings (32e, 40e) Carton(s) jaune(s) : 1 McDonald (66e) | Sandy Park, Exeter Arbitre : Pascal Gaüzère |
| 2e journée 23 novembre 2019 16 h 15 | |                   | | Sandy Park, Exeter Arbitre : Pascal Gaüzère |

| 2e journée 24 novembre 2019 14 h 00 | Sale Sharks | 25 - 15 (10 - 7) | Stade rochelais | AJ Bell Stadium, Eccles Arbitre : Andrew Brace |
| 2e journée 24 novembre 2019 14 h 00 | Essai(s) : 3 Van Rensburg (7e), de pénalité (46e), Ashton (73e) Transformation(s) : 1 MacGinty (8e) Pénalité(s) : 2 MacGinty (32e, 72e) |                  | Essai(s) : 2 Rattez (20e), Sinzelle (80e+2) Transformation(s) : 1 James (21e) Pénalité(s) : 1 James (44e) Carton(s) jaune(s) : 2 Leroux (36e), Priso (46e) Carton(s) rouge(s) : 1 Bourgarit (38e) | AJ Bell Stadium, Eccles Arbitre : Andrew Brace |
| 2e journée 24 novembre 2019 14 h 00 | |                  | | AJ Bell Stadium, Eccles Arbitre : Andrew Brace |

| 3e journée 7 décembre 2019 16 h 15 | Stade rochelais | 24 - 27 (18 - 13) | Glasgow Warriors | Stade Marcel-Deflandre, La Rochelle Arbitre : Luke Pearce |
| 3e journée 7 décembre 2019 16 h 15 | Essai(s) : 2 Priso (5e), Kieft (37e) Transformation(s) : 1 Plisson (6e) Pénalité(s) : 4 Plisson (18e, 21e, 43e, 53e) |                   | Essai(s) : 3 Gibbins (40e), Matawalu (51e), Steyn (64e) Transformation(s) : 3 Hastings (40e+1, 52e, 65e) Pénalité(s) : 2 Hastings (3e, 29e) | Stade Marcel-Deflandre, La Rochelle Arbitre : Luke Pearce |
| 3e journée 7 décembre 2019 16 h 15 | |                   | | Stade Marcel-Deflandre, La Rochelle Arbitre : Luke Pearce |

| 3e journée 8 décembre 2019 16 h 15 | Sale Sharks | 20 - 22 (13 - 22) | Exeter Chiefs | AJ Bell Stadium, Eccles Arbitre : Mathieu Raynal |
| 3e journée 8 décembre 2019 16 h 15 | Essai(s) : 3 van der Merwe (22e, 31e), Ross (76e) Transformation(s) : 1 R.du Preez (77e) Pénalité(s) : 1 R.du Preez (9e) Carton(s) jaune(s) : 1 T.Curry (14e) |                   | Essai(s) : 3 de pénalité (14e), Hogg (16e), Cowan-Dickie (25e) Transformation(s) : 1 J.Simmonds (26e) Pénalité(s) : 1 J.Simmonds (20e) Carton(s) jaune(s) : 1 Moon (69e) | AJ Bell Stadium, Eccles Arbitre : Mathieu Raynal |
| 3e journée 8 décembre 2019 16 h 15 | |                   | | AJ Bell Stadium, Eccles Arbitre : Mathieu Raynal |

| 4e journée 14 décembre 2019 18 h 15 | Glasgow Warriors                                                                                       | 7 - 12 (7 - 12) | Stade rochelais                                                                                            | Scotstoun Stadium, Glasgow Arbitre : Wayne Barnes |
| 4e journée 14 décembre 2019 18 h 15 | Essai(s) : 1 Brown (16e) Transformation(s) : 1 Hastings (17e) Carton(s) rouge(s) : 1 M. Fagerson (80e) |                 | Essai(s) : 2 Favre (22e), Botia (35e) Transformation(s) : 1 James (36e) Carton(s) jaune(s) : 1 Balès (65e) | Scotstoun Stadium, Glasgow Arbitre : Wayne Barnes |
| 4e journée 14 décembre 2019 18 h 15 | |                 | | Scotstoun Stadium, Glasgow Arbitre : Wayne Barnes |

| 4e journée 15 décembre 2019 14 h 00 | Exeter Chiefs | 35 - 10 (7 - 3) | Sale Sharks | Sandy Park, Exeter Arbitre : Pierre Brousset |
| 4e journée 15 décembre 2019 14 h 00 | Essai(s) : 5 S.Simmonds (21e, 56e), J.Simmonds (50e), Moon (70e), Nowell (72e) Transformation(s) : 5 J.Simmonds (22e, 51e, 57e), Steenson (71e, 73e) |                 | Essai(s) : 1 James (61e) Transformation(s) : 1 MacGinty (62e) Pénalité(s) : 1 MacGinty (17e) Carton(s) jaune(s) : 1 Langdon (49e) | Sandy Park, Exeter Arbitre : Pierre Brousset |
| 4e journée 15 décembre 2019 14 h 00 | |                 | | Sandy Park, Exeter Arbitre : Pierre Brousset |

| 5e journée 10 janvier 2020 20 h 45 | Stade rochelais | 30 - 23 (15 - 16) | Sale Sharks | Stade Marcel-Deflandre, La Rochelle Arbitre : Mike Adamson |
| 5e journée 10 janvier 2020 20 h 45 | Essai(s) : 4 Railevu (23e), Kerr-Barlow (26e), Doumayrou (59e), Alldritt (74e) Transformation(s) : 2 West (27e, 60e) Pénalité(s) : 2 West (34e, 64e) Carton(s) jaune(s) : 2 Gourdon (13e), Timani (65e) |                   | Essai(s) : 2 J.du Preez (8e), Langdon (79e) Transformation(s) : 2 MacGinty (9e), Williams (80e) Pénalité(s) : 3 MacGinty (17e, 30e), Williams (40e) Carton(s) jaune(s) : 1 Ashton (63e) Carton(s) rouge(s) : 1 Morozov (65e) | Stade Marcel-Deflandre, La Rochelle Arbitre : Mike Adamson |
| 5e journée 10 janvier 2020 20 h 45 | |                   | | Stade Marcel-Deflandre, La Rochelle Arbitre : Mike Adamson |

| 5e journée 11 janvier 2020 16 h 15 | Glasgow Warriors | 31 - 31 (24 - 24) | Exeter Chiefs | Scotstoun Stadium, Glasgow Arbitre : Romain Poite |
| 5e journée 11 janvier 2020 16 h 15 | Essai(s) : 4 Seymour (1re), Jones (8e), Horne (40e), Matawalu (63e) Transformation(s) : 4 Hastings (2e, 9e, 40e+1, 64e) Pénalité(s) : 1 Hastings (22e) Carton(s) jaune(s) : 2 Gibbins (24e), Brown (52e) |                   | Essai(s) : 4 White (13e), Kvesic (28e, 55e), Vermeulen (36e) Transformation(s) : 4 J.Simmonds (14e, 29e, 37e, 56e) Pénalité(s) : 1 J.Simmonds (4e) | Scotstoun Stadium, Glasgow Arbitre : Romain Poite |
| 5e journée 11 janvier 2020 16 h 15 | |                   | | Scotstoun Stadium, Glasgow Arbitre : Romain Poite |

| 6e journée 18 janvier 2020 18 h 30 | Sale Sharks                                                                                            | 7 - 45 (0 - 21) | Glasgow Warriors | AJ Bell Stadium, Eccles Arbitre : Pascal Gaüzère |
| 6e journée 18 janvier 2020 18 h 30 | Essai(s) : 1 Cooper-Woolley (56e) Transformation(s) : 1 Curtis (57e) Carton(s) jaune(s) : 1 Ross (10e) |                 | Essai(s) : 6 Nakarawa (3e), Brown (11e), van der Merwe (29e), Johnson (48e), Gray (65e), Turner (76e) Transformation(s) : 6 Hastings (4e, 12e, 30e, 49e, 66e, 77e) Pénalité(s) : 1 Hastings (62e) Carton(s) jaune(s) : 1 Nakarawa (40e) | AJ Bell Stadium, Eccles Arbitre : Pascal Gaüzère |
| 6e journée 18 janvier 2020 18 h 30 | |                 | | AJ Bell Stadium, Eccles Arbitre : Pascal Gaüzère |

| 6e journée 18 janvier 2020 18 h 30 | Exeter Chiefs | 33 - 14 (14 - 14) | Stade rochelais                                    | Sandy Park, Exeter Arbitre : Frank Murphy |
| 6e journée 18 janvier 2020 18 h 30 | Essai(s) : 5 Cowan-Dickie (12e), Ewers (20e), S.Simmonds (47e, 57e), Townsend (62e) Transformation(s) : 4 J.Simmonds (13e, 21e, 48e, 63e) Carton(s) jaune(s) : 1 Hogg (24e) |                   | Essai(s) : 2 Murimurivalu (16e), de pénalité (24e) | Sandy Park, Exeter Arbitre : Frank Murphy |
| 6e journée 18 janvier 2020 18 h 30 | |                   |                                                    | Sandy Park, Exeter Arbitre : Frank Murphy |

### Poule 3
| Résultats (▼dom., ►ext.) | CLE   | ULS   | HAR   | BAT   |
| ASM Clermont             | —     | 29-13 | 53-21 | 52-26 |
| Ulster Rugby             | 18-13 | —     | 25-24 | 22-15 |
| Harlequins               | 19-26 | 10-34 | —     | 15-9  |
| Bath Rugby               | 17-34 | 16-17 | 19-25 | —     |

- Victoire à domicile
- Match nul
- Victoire à l'extérieur

| 1re journée 16 novembre 2019 14 h 00 | Bath Rugby | 16 - 17 (6 - 7) | Ulster | The Recreation Ground, Bath Arbitre : Marius Mitrea |
| 1re journée 16 novembre 2019 14 h 00 | Essai(s) : 1 Hamer-Webb (60e) Transformation(s) : 1 Burns (61e) Pénalité(s) : 3 Burns (25e, 29e), Priestland (66e) |                 | Essai(s) : 2 Cooney (13e), Lyttle (57e) Transformation(s) : 2 Cooney (14e, 58e) Pénalité(s) : 1 Cooney (70e) | The Recreation Ground, Bath Arbitre : Marius Mitrea |
| 1re journée 16 novembre 2019 14 h 00 | |                 | | The Recreation Ground, Bath Arbitre : Marius Mitrea |

| 1re journée 16 novembre 2019 18 h 30 | ASM Clermont | 53 - 21 (25 - 7) | Harlequins                                                                                    | Stade Marcel-Michelin, Clermont-Ferrand Arbitre : Dan Jones |
| 1re journée 16 novembre 2019 18 h 30 | Essai(s) : 7 Raka (11e, 62e), Yato (18e, 25e), Toeava (47e), Moala (70e), Tadjer (76e) Transformation(s) : 6 Parra (12e, 26e, 48e, 63e), Laidlaw (71e, 77e) Pénalité(s) : 2 Parra (2e, 40e) |                  | Essai(s) : 3 Lawday (29e), Elia (51e), Lang (72e) Transformation(s) : 3 Smith (30e, 52e, 73e) | Stade Marcel-Michelin, Clermont-Ferrand Arbitre : Dan Jones |
| 1re journée 16 novembre 2019 18 h 30 | |                  |                                                                                               | Stade Marcel-Michelin, Clermont-Ferrand Arbitre : Dan Jones |

| 2e journée 22 novembre 2019 20 h 45 | Ulster | 18 - 13 (13 - 3) | ASM Clermont                                                            | Kingspan Stadium, Belfast Arbitre : JP Doyle |
| 2e journée 22 novembre 2019 20 h 45 | Essai(s) : 2 Murphy (18e), Cooney (62e) Transformation(s) : 1 Cooney (18e) Pénalité(s) : 2 Cooney (3e, 37e) |                  | Essai(s) : 1 essai de pénalité (71e) Pénalité(s) : 2 Laidlaw (33e, 61e) | Kingspan Stadium, Belfast Arbitre : JP Doyle |
| 2e journée 22 novembre 2019 20 h 45 | |                  |                                                                         | Kingspan Stadium, Belfast Arbitre : JP Doyle |

| 2e journée 23 novembre 2019 18 h 30 | Harlequins                                                                             | 15 - 9 (9 - 0) | Bath Rugby                            | Twickenham Stoop Stadium, Twickenham Arbitre : Frank Murphy |
| 2e journée 23 novembre 2019 18 h 30 | Pénalité(s) : 5 Smith (2e, 8e, 15e, 49e), Lang (74e) Carton(s) jaune(s) : 1 Elia (75e) |                | Pénalité(s) : 3 Burns (52e, 59e, 78e) | Twickenham Stoop Stadium, Twickenham Arbitre : Frank Murphy |
| 2e journée 23 novembre 2019 18 h 30 |                                                                                        |                |                                       | Twickenham Stoop Stadium, Twickenham Arbitre : Frank Murphy |

| 3e journée 6 décembre 2019 20 h 45 | Bath Rugby | 17 - 34 (7 - 7) | ASM Clermont | The Recreation Ground, Bath Arbitre : Andrew Brace |
| 3e journée 6 décembre 2019 20 h 45 | Essai(s) : 2 Priestland (12e), Joseph (75e) Transformation(s) : 2 Priestland (13e), Burns (76e) Pénalité(s) : 1 Priestland (49e) |                 | Essai(s) : 4 Moala (26e), Ezeala (65e, 72e), Lapandry (67e) Transformation(s) : 4 Parra (27e), Laidlaw (66e, 68e, 73e) Pénalité(s) : 2 Laidlaw (46e, 52e) | The Recreation Ground, Bath Arbitre : Andrew Brace |
| 3e journée 6 décembre 2019 20 h 45 | |                 | | The Recreation Ground, Bath Arbitre : Andrew Brace |

| 3e journée 7 décembre 2019 16 h 15 | Ulster | 25 - 24 (10 - 10) | Harlequins | Kingspan Stadium, Belfast Arbitre : Mike Adamson |
| 3e journée 7 décembre 2019 16 h 15 | Essai(s) : 3 Reidy (32e), McCloskey (44e), McBurney (67e) Transformation(s) : 2 Cooney (33e, 68e) Pénalité(s) : 2 Cooney (8e, 79e) |                   | Essai(s) : 3 Dombrandt (25e), Elia (58e, 62e) Transformation(s) : 3 Smith (26e, 59e, 63e) Pénalité(s) : 1 Smith (10e) | Kingspan Stadium, Belfast Arbitre : Mike Adamson |
| 3e journée 7 décembre 2019 16 h 15 | |                   | | Kingspan Stadium, Belfast Arbitre : Mike Adamson |

| 4e journée 13 décembre 2019 20 h 45 | Harlequins                                                                            | 10 - 34 (3 - 10) | Ulster | Twickenham Stoop Stadium, Twickenham Arbitre : Alexandre Ruiz |
| 4e journée 13 décembre 2019 20 h 45 | Essai(s) : 1 Lewies (61e) Transformation(s) : 1 Lang (62e) Pénalité(s) : 1 Lang (34e) |                  | Essai(s) : 5 Cooney (39e, 58e), Marshall (46e), Faddes (75e), O'Toole (78e) Transformation(s) : 3 Cooney (40e, 47e, 59e) Pénalité(s) : 1 Cooney (6e) | Twickenham Stoop Stadium, Twickenham Arbitre : Alexandre Ruiz |
| 4e journée 13 décembre 2019 20 h 45 |                                                                                       |                  | | Twickenham Stoop Stadium, Twickenham Arbitre : Alexandre Ruiz |

| 4e journée 15 décembre 2019 16 h 15 | ASM Clermont | 52 - 26 (40 - 14) | Bath Rugby | Stade Marcel-Michelin, Clermont-Ferrand Arbitre : Ben Whitehouse |
| 4e journée 15 décembre 2019 16 h 15 | Essai(s) : 8 Ulugia (3e), Penaud (8e), Raka (15e, 30e), Moala (20e, 33e), Lopez (45e), McIntyre (77e) Transformation(s) : 6 Parra (4e, 9e, 16e, 31e, 34e), Laidlaw (78e) |                   | Essai(s) : 4 Walker (25e), McConnochie (39e), Dunn (51e), Bayliss (72e) Transformation(s) : 3 Burns (26e, 40e, 52e) Carton(s) jaune(s) : 1 Nixon (75e) | Stade Marcel-Michelin, Clermont-Ferrand Arbitre : Ben Whitehouse |
| 4e journée 15 décembre 2019 16 h 15 | |                   | | Stade Marcel-Michelin, Clermont-Ferrand Arbitre : Ben Whitehouse |

| 5e journée 10 janvier 2020 20 h 45 | Bath Rugby                                                                                       | 19 - 25 (14 - 12) | Harlequins | The Recreation Ground, Bath Arbitre : Pascal Gaüzère |
| 5e journée 10 janvier 2020 20 h 45 | Essai(s) : 3 Walker (6e), Hamer-Webb (39e), Willison (58e) Transformation(s) : 2 Burns (7e, 40e) |                   | Essai(s) : 3 Chisholm (11e), Ibitoye (17e), Dombrandt (55e) Transformation(s) : 2 Herron (12e, 56e) Pénalité(s) : 2 Herron (47e, 69e) | The Recreation Ground, Bath Arbitre : Pascal Gaüzère |
| 5e journée 10 janvier 2020 20 h 45 |                                                                                                  |                   | | The Recreation Ground, Bath Arbitre : Pascal Gaüzère |

| 5e journée 11 janvier 2020 14 h 00 | ASM Clermont | 29 - 13 (9 - 10) | Ulster                                                                                      | Stade Marcel-Michelin, Clermont-Ferrand Arbitre : Matthew Carley |
| 5e journée 11 janvier 2020 14 h 00 | Essai(s) : 2 Raka (49e), Moala (77e) Transformation(s) : 2 Parra (50e), Laidlaw (78e) Pénalité(s) : 4 Parra (19e, 40e+2, 68e), Laidlaw (72e) Drop(s) : 1 Lopez (7e) Carton(s) jaune(s) : 1 Parra (23e) |                  | Essai(s) : 1 Cooney (8e) Transformation(s) : 1 Cooney (9e) Pénalité(s) : 2 Cooney (4e, 65e) | Stade Marcel-Michelin, Clermont-Ferrand Arbitre : Matthew Carley |
| 5e journée 11 janvier 2020 14 h 00 | |                  |                                                                                             | Stade Marcel-Michelin, Clermont-Ferrand Arbitre : Matthew Carley |

| 6e journée 18 janvier 2020 16 h 15 | Ulster | 22 - 15 (7 - 7) | Bath Rugby | Kingspan Stadium, Belfast Arbitre : Alexandre Ruiz |
| 6e journée 18 janvier 2020 16 h 15 | Essai(s) : 3 Coetzee (5e), Baloucoune (42e), Addison (48e) Transformation(s) : 2 Cooney (6e, 43e) Pénalité(s) : 1 B.Burns (74e) |                 | Essai(s) : 2 McConnochie (18e), Batty (66e) Transformation(s) : 1 F.Burns (19e) Pénalité(s) : 1 F.Burns Carton(s) jaune(s) : 1 Ellis (22e) Carton(s) rouge(s) : 1 Batty (73e) | Kingspan Stadium, Belfast Arbitre : Alexandre Ruiz |
| 6e journée 18 janvier 2020 16 h 15 | |                 | | Kingspan Stadium, Belfast Arbitre : Alexandre Ruiz |

| 6e journée 18 janvier 2020 16 h 15 | Harlequins                                                                                        | 19 - 26 (12 - 17) | ASM Clermont | Twickenham Stoop Stadium, Twickenham Arbitre : George Clancy |
| 6e journée 18 janvier 2020 16 h 15 | Essai(s) : 3 Northmore (5e), Dombrandt (31e), Herron (57e) Transformation(s) : 2 Herron (6e, 58e) |                   | Essai(s) : 2 Betham (3e), Naqalevu (28e) Transformation(s) : 2 Parra (4e, 29e) Pénalité(s) : 4 Parra (12e, 44e, 50e, 56e) | Twickenham Stoop Stadium, Twickenham Arbitre : George Clancy |
| 6e journée 18 janvier 2020 16 h 15 |                                                                                                   |                   | | Twickenham Stoop Stadium, Twickenham Arbitre : George Clancy |

### Poule 4
| Résultats (▼dom., ►ext.) | RAC   | SAR   | MUN   | OSP   |
| Racing 92                | —     | 30-10 | 39-22 | 40-27 |
| Saracens                 | 27-24 | —     | 15-6  | 44-3  |
| Munster                  | 21-21 | 10-3  | —     | 33-6  |
| Ospreys                  | 19-40 | 15-22 | 13-32 | —     |

- Victoire à domicile
- Match nul
- Victoire à l'extérieur

| 1re journée 16 novembre 2019 18 h 30 | Ospreys                                                                                       | 13 - 32 (6 - 13) | Munster | Liberty Stadium, Swansea Arbitre : Karl Dickson |
| 1re journée 16 novembre 2019 18 h 30 | Essai(s) : 1 A.Davies (77e) Transformation(s) : 1 Price (78e) Pénalité(s) : 2 Price (7e, 28e) |                  | Essai(s) : 4 Loughman (33e), Earls (49e), Conway (51e), Cronin (80e+4) Transformation(s) : 3 Bleyendaal (34e, 52e, 80e+5) Pénalité(s) : 2 Bleyendaal (15e, 19e) | Liberty Stadium, Swansea Arbitre : Karl Dickson |
| 1re journée 16 novembre 2019 18 h 30 |                                                                                               |                  | | Liberty Stadium, Swansea Arbitre : Karl Dickson |

| 1re journée 17 novembre 2019 16 h 15 | Racing 92 | 30 - 10 (18 - 3) | Saracens | Paris La Défense Arena, Nanterre Arbitre : Andrew Brace |
| 1re journée 17 novembre 2019 16 h 15 | Essai(s) : 4 Vakatawa (10e), Thomas (26e), Russell (53e), Lauret (64e) Transformation(s) : 2 Machenaud (11e, 54e) Pénalité(s) : 2 Machenaud (5e, 20e) |                  | Essai(s) : 1 Lozowski (50e) Transformation(s) : 1 Spencer (51e) Pénalité(s) : 1 Spencer (24e) Carton(s) jaune(s) : 1 Whiteley (73e) | Paris La Défense Arena, Nanterre Arbitre : Andrew Brace |
| 1re journée 17 novembre 2019 16 h 15 | |                  | | Paris La Défense Arena, Nanterre Arbitre : Andrew Brace |

| 2e journée 23 novembre 2019 14 h 00 | Saracens | 44 - 3 (23 - 3) | Ospreys                    | Allianz Park, Londres Arbitre : Mathieu Raynal |
| 2e journée 23 novembre 2019 14 h 00 | Essai(s) : 6 Singleton (20e), Segun (31e, 46e), Lewington (36e), de pénalité (61e), Barrington (65e) Transformation(s) : 3 Manu Vunipola (37e, 47e, 66e) Pénalité(s) : 2 Daly (12e), Manu Vunipola (16e) |                 | Pénalité(s) : 1 Hook (28e) | Allianz Park, Londres Arbitre : Mathieu Raynal |
| 2e journée 23 novembre 2019 14 h 00 | |                 |                            | Allianz Park, Londres Arbitre : Mathieu Raynal |

| 2e journée 23 novembre 2019 18 h 30 | Munster | 21 - 21 (11 - 14) | Racing 92                                                                                             | Thomond Park, Limerick Arbitre : Matthew Carley |
| 2e journée 23 novembre 2019 18 h 30 | Essai(s) : 2 Earls (40e), Conway (75e) Transformation(s) : 1 Hanrahan (76e) Pénalité(s) : 3 Hanrahan (8e, 27e, 47e) |                   | Essai(s) : 3 Russell (19e), Thomas (29e), Imhoff (48e) Transformation(s) : 3 Iribaren (20e, 30e, 49e) | Thomond Park, Limerick Arbitre : Matthew Carley |
| 2e journée 23 novembre 2019 18 h 30 | |                   | | Thomond Park, Limerick Arbitre : Matthew Carley |

| 3e journée 7 décembre 2019 18 h 30 | Ospreys | 19 - 40 (7 - 28) | Racing 92 | Liberty Stadium, Swansea Arbitre : Frank Murphy |
| 3e journée 7 décembre 2019 18 h 30 | Essai(s) : 3 Dirksen (8e), Fia (51e), A.Davies (58e) Transformation(s) : 2 McKenzie (9e, 52e) Carton(s) jaune(s) : 2 S.Williams (20e), A.Davies (29e) Carton(s) rouge(s) : 1 Evans (1re) |                  | Essai(s) : 6 Baubigny (21e), Thomas (24e, 31e), de pénalité (30e), Tanga (46e), Chavancy (66e) Transformation(s) : 4 Machenaud (22e, 25e, 32e, 67e) Carton(s) jaune(s) : 2 Imhoff (7e), Machenaud (76e) | Liberty Stadium, Swansea Arbitre : Frank Murphy |
| 3e journée 7 décembre 2019 18 h 30 | |                  | | Liberty Stadium, Swansea Arbitre : Frank Murphy |

| 3e journée 7 décembre 2019 18 h 30 | Munster                                                                                         | 10 - 3 (10 - 3) | Saracens                      | Thomond Park, Limerick Arbitre : Romain Poite |
| 3e journée 7 décembre 2019 18 h 30 | Essai(s) : 1 O'Mahony (31e) Transformation(s) : 1 Hanrahan (32e) Pénalité(s) : 1 Hanrahan (18e) |                 | Pénalité(s) : 1 Spencer (37e) | Thomond Park, Limerick Arbitre : Romain Poite |
| 3e journée 7 décembre 2019 18 h 30 |                                                                                                 |                 |                               | Thomond Park, Limerick Arbitre : Romain Poite |

| 4e journée 13 décembre 2019 20 h 45 | Racing 92 | 40 - 27 (26 - 5) | Ospreys                                                                                                | Paris La Défense Arena, Nanterre Arbitre : Luke Pearce |
| 4e journée 13 décembre 2019 20 h 45 | Essai(s) : 6 Dupichot (10e), Imhoff (13e, 24e), Zebo (38e), Colombe (48e), Tanga (53e) Transformation(s) : 5 Machenaud (14e, 25e, 39e, 49e, 54e) |                  | Essai(s) : 5 Morgan (8e), Klim (56e, 77e), Price (67e), Venter (71e) Transformation(s) : 1 Price (57e) | Paris La Défense Arena, Nanterre Arbitre : Luke Pearce |
| 4e journée 13 décembre 2019 20 h 45 | |                  | | Paris La Défense Arena, Nanterre Arbitre : Luke Pearce |

| 4e journée 14 décembre 2019 16 h 00 | Saracens | 15 - 6 (3 - 3) | Munster                             | Allianz Park, Londres Arbitre : Pascal Gaüzère |
| 4e journée 14 décembre 2019 16 h 00 | Essai(s) : 2 Maitland (65e), Mako Vunipola (71e) Transformation(s) : 1 Farrell (72e) Pénalité(s) : 1 Farrell (7e) |                | Pénalité(s) : 2 Hanrahan (24e, 43e) | Allianz Park, Londres Arbitre : Pascal Gaüzère |
| 4e journée 14 décembre 2019 16 h 00 | |                |                                     | Allianz Park, Londres Arbitre : Pascal Gaüzère |

| 5e journée 11 janvier 2020 14 h 00 | Ospreys                                                                                     | 15 - 22 (10 - 12) | Saracens | Liberty Stadium, Swansea Arbitre : Alexandre Ruiz |
| 5e journée 11 janvier 2020 14 h 00 | Essai(s) : 2 Evans (34e, 43e) Transformation(s) : 1 Price (35e) Pénalité(s) : 1 Price (15e) |                   | Essai(s) : 1 Lewington (51e) Transformation(s) : 1 Manu Vunipola (52e) Pénalité(s) : 5 Manu Vunipola (3e, 17e, 26e, 32e, 68e) Carton(s) jaune(s) : 1 Clark (34e) Carton(s) rouge(s) : 1 Carré (5e) | Liberty Stadium, Swansea Arbitre : Alexandre Ruiz |
| 5e journée 11 janvier 2020 14 h 00 |                                                                                             |                   | | Liberty Stadium, Swansea Arbitre : Alexandre Ruiz |

| 5e journée 12 janvier 2020 16 h 15 | Racing 92 | 39 - 22 (11 - 16) | Munster | Paris La Défense Arena, Nanterre Arbitre : Wayne Barnes |
| 5e journée 12 janvier 2020 16 h 15 | Essai(s) : 4 Thomas (29e, 72e), Vakatawa (77e), Imhoff (80e) Transformation(s) : 2 Machenaud (78e, 80e+1) Pénalité(s) : 5 Iribaren (20e, 33e, 47e, 54e, 58e) |                   | Essai(s) : 1 Conway (38e) Transformation(s) : 1 Hanrahan (39e) Pénalité(s) : 5 Hanrahan (4e, 11e, 18e, 50e, 64e) | Paris La Défense Arena, Nanterre Arbitre : Wayne Barnes |
| 5e journée 12 janvier 2020 16 h 15 | |                   | | Paris La Défense Arena, Nanterre Arbitre : Wayne Barnes |

| 6e journée 19 janvier 2020 14 h 00 | Munster | 33 - 6 (14 - 6) | Ospreys                                                                | Thomond Park, Limerick Arbitre : Mathieu Raynal |
| 6e journée 19 janvier 2020 14 h 00 | Essai(s) : 5 Stander (30e, 77e), Archer (39e), Murray (46e), Casey (58e) Transformation(s) : 4 Hanrahan (31e, 40e, 59e, 78e) |                 | Pénalité(s) : 2 Price (7e, 13e) Carton(s) jaune(s) : 1 Cracknell (75e) | Thomond Park, Limerick Arbitre : Mathieu Raynal |
| 6e journée 19 janvier 2020 14 h 00 | |                 |                                                                        | Thomond Park, Limerick Arbitre : Mathieu Raynal |

| 6e journée 19 janvier 2020 14 h 00 | Saracens | 27 - 24 (17 - 21) | Racing 92 | Allianz Park, Londres Arbitre : Nigel Owens |
| 6e journée 19 janvier 2020 14 h 00 | Essai(s) : 3 Itoje (2e, 49e), Mako Vunipola (12e) Transformation(s) : 3 Farrell (3e, 13e, 50e) Pénalité(s) : 2 Farrell (19e, 76e) Carton(s) rouge(s) : 1 Skelton (40e) |                   | Essai(s) : 3 Vakatawa (14e, 31e), Dupichot (27e) Transformation(s) : 3 Russell (15e), Iribaren (28e, 32e) Pénalité(s) : 1 Iribaren (46e) Carton(s) jaune(s) : 2 Iribaren (11e), Le Roux (70e) | Allianz Park, Londres Arbitre : Nigel Owens |
| 6e journée 19 janvier 2020 14 h 00 | |                   | | Allianz Park, Londres Arbitre : Nigel Owens |

### Poule 5
| Résultats (▼dom., ►ext.) | TLS   | GLO   | MON   | CON   |
| Stade toulousain         | —     | 35-14 | 23-9  | 32-17 |
| Gloucester Rugby         | 20-25 | —     | 29-6  | 26-17 |
| Montpellier HR           | 18-26 | 30-27 | —     | 35-29 |
| Connacht Rugby           | 7-21  | 27-24 | 23-20 | —     |

- Victoire à domicile
- Match nul
- Victoire à l'extérieur

| 1re journée 15 novembre 2019 20 h 45 | Gloucester Rugby                                                                                              | 20 - 25 (20 - 9) | Stade toulousain | Kingsholm Stadium, Gloucester 11 659 spectateurs Arbitre : Ben Whitehouse |
| 1re journée 15 novembre 2019 20 h 45 | Essai(s) : 2 Simpson (10e, 20e) Transformation(s) : 2 Cipriani (11e, 21e) Pénalité(s) : 2 Cipriani (27e, 34e) |                  | Essai(s) : 1 Bézy (61e) Transformation(s) : 1 Ramos (62e) Pénalité(s) : 5 Ramos (24e, 30e, 51e, 68e), Ntamack (42e) Drop(s) : 1 Holmes (2e) | Kingsholm Stadium, Gloucester 11 659 spectateurs Arbitre : Ben Whitehouse |
| 1re journée 15 novembre 2019 20 h 45 | |                  | | Kingsholm Stadium, Gloucester 11 659 spectateurs Arbitre : Ben Whitehouse |

| 1re journée 17 novembre 2019 14 h 00 | Connacht | 23 - 20 (13 - 10) | Montpellier HR | Galway Sportsground, Galway 6 229 spectateurs Arbitre : Matthew Carley |
| 1re journée 17 novembre 2019 14 h 00 | Essai(s) : 3 Boyle (37e), McCartney (40e+4), Blade (52e) Transformation(s) : 1 Carty (53e) Pénalité(s) : 2 Carty (15e), Fitzgerald (67e) |                   | Essai(s) : 2 Cruden (1re), Bouthier (62e) Transformation(s) : 2 Paillaugue (2e, 63e) Pénalité(s) : 2 Paillaugue (22e, 46e) Carton(s) jaune(s) : 1 Willemse (40e+3) | Galway Sportsground, Galway 6 229 spectateurs Arbitre : Matthew Carley |
| 1re journée 17 novembre 2019 14 h 00 | |                   | | Galway Sportsground, Galway 6 229 spectateurs Arbitre : Matthew Carley |

| 2e journée 23 novembre 2019 14 h 00 | Stade toulousain | 32 - 17 (15 - 14) | Connacht | Stade Ernest-Wallon, Toulouse 15 100 spectateurs Arbitre : Karl Dickson |
| 2e journée 23 novembre 2019 14 h 00 | Essai(s) : 4 Bézy (13e), Huget (34e), Kaino (64e), Ahki (80e) Transformation(s) : 3 Ramos (14e, 65e, 80e+1) Pénalité(s) : 2 Ramos (19e, 61e) |                   | Essai(s) : 2 Farrell (11e), Blade (25e) Transformation(s) : 2 Fitzgerald (12e, 26e) Drop(s) : 1 Fitzgerald (50e) Carton(s) jaune(s) : 1 Fainga'a (29e) | Stade Ernest-Wallon, Toulouse 15 100 spectateurs Arbitre : Karl Dickson |
| 2e journée 23 novembre 2019 14 h 00 | |                   | | Stade Ernest-Wallon, Toulouse 15 100 spectateurs Arbitre : Karl Dickson |

| 2e journée 24 novembre 2019 16 h 15 | Montpellier HR | 30 - 27 (24 - 10) | Gloucester Rugby | GGL Stadium, Montpellier 10 302 spectateurs Arbitre : George Clancy |
| 2e journée 24 novembre 2019 16 h 15 | Essai(s) : 3 Serfontein (24e), Timu (33e), Nadolo (40e+6) Transformation(s) : 3 Paillaugue (25e, 34e, 40e+7) Pénalité(s) : 3 Paillaugue (14e, 52e, 65e) Carton(s) rouge(s) : 1 J.Du Plessis (56e) |                   | Essai(s) : 3 Braley (36e), Banahan (45e), Simpson (75e) Transformation(s) : 3 Twelvetrees (37e, 46e), Evans (76e) Pénalité(s) : 2 Twelvetrees (28e, 60e) | GGL Stadium, Montpellier 10 302 spectateurs Arbitre : George Clancy |
| 2e journée 24 novembre 2019 16 h 15 | |                   | | GGL Stadium, Montpellier 10 302 spectateurs Arbitre : George Clancy |

| 3e journée 8 décembre 2019 14 h 00 | Gloucester Rugby | 26 - 17 (7 - 10) | Connacht | Kingsholm Stadium, Gloucester 10 875 spectateurs Arbitre : Pascal Gaüzère |
| 3e journée 8 décembre 2019 14 h 00 | Essai(s) : 4 Marshall (3e, 60e), Rees-Zammit (46e), Polledri (63e) Transformation(s) : 3 Cipriani (4e, 47e, 64e) Carton(s) jaune(s) : 1 Twelvetrees (73e) |                  | Essai(s) : 2 Porch (8e), Roux (80e) Transformation(s) : 2 Carty (9e), Fitzgerald (80e+1) Pénalité(s) : 1 Carty (17e) Carton(s) jaune(s) : 1 Godwin (59e) | Kingsholm Stadium, Gloucester 10 875 spectateurs Arbitre : Pascal Gaüzère |
| 3e journée 8 décembre 2019 14 h 00 | |                  | | Kingsholm Stadium, Gloucester 10 875 spectateurs Arbitre : Pascal Gaüzère |

| 3e journée 8 décembre 2019 16 h 15 | Stade toulousain                                                                                            | 23 - 9 (13 - 3) | Montpellier HR                                                                            | Stade Ernest-Wallon, Toulouse 16 260 spectateurs Arbitre : Wayne Barnes |
| 3e journée 8 décembre 2019 16 h 15 | Essai(s) : 2 Ntamack (36e, 50e) Transformation(s) : 2 Ramos (37e, 51e) Pénalité(s) : 3 Ramos (4e, 24e, 70e) |                 | Pénalité(s) : 3 Paillaugue (39e, 55e), Steyn (42e) Carton(s) jaune(s) : 1 Picamoles (60e) | Stade Ernest-Wallon, Toulouse 16 260 spectateurs Arbitre : Wayne Barnes |
| 3e journée 8 décembre 2019 16 h 15 | |                 |                                                                                           | Stade Ernest-Wallon, Toulouse 16 260 spectateurs Arbitre : Wayne Barnes |

| 4e journée 14 décembre 2019 13 h 45 | Connacht | 27 - 24 (10 - 7) | Gloucester Rugby | Galway Sportsground, Galway 6 787 spectateurs Arbitre : Romain Poite |
| 4e journée 14 décembre 2019 13 h 45 | Essai(s) : 3 Blade (29e), Delahunt (76e), Copeland (80e) Transformation(s) : 3 Fitzgerald (30e, 77e, 80e+1) Pénalité(s) : 2 Fitzgerald (14e, 59e) Carton(s) jaune(s) : 1 McKeon (9e) |                  | Essai(s) : 4 Grobler (33e), Atkinson (50e, 68e), Ludlow (65e) Transformation(s) : 2 Twelvetrees (34e, 66e) Carton(s) jaune(s) : 2 Gleave (28e), Ludlow (74e) | Galway Sportsground, Galway 6 787 spectateurs Arbitre : Romain Poite |
| 4e journée 14 décembre 2019 13 h 45 | |                  | | Galway Sportsground, Galway 6 787 spectateurs Arbitre : Romain Poite |

| 4e journée 14 décembre 2019 16 h 00 | Montpellier HR                                                                                                  | 18 - 26 (13 - 14) | Stade toulousain                                                                                        | GGL Stadium, Montpellier 11 366 spectateurs Arbitre : Nigel Owens |
| 4e journée 14 décembre 2019 16 h 00 | Essai(s) : 2 Ouedraogo (20e), Nadolo (61e) Transformation(s) : 1 Goosen (21e) Pénalité(s) : 2 Goosen (28e, 31e) |                   | Essai(s) : 4 Ntamack (15e), Arnold (35e, 49e), Tauzin (80e) Transformation(s) : 3 Ramos (16e, 36e, 50e) | GGL Stadium, Montpellier 11 366 spectateurs Arbitre : Nigel Owens |
| 4e journée 14 décembre 2019 16 h 00 | |                   | | GGL Stadium, Montpellier 11 366 spectateurs Arbitre : Nigel Owens |

| 5e journée 11 janvier 2020 16 h 15 | Connacht                                                             | 7 - 21 (7 - 14) | Stade toulousain | Galway Sportsground, Galway 8 129 spectateurs Arbitre : Luke Pearce |
| 5e journée 11 janvier 2020 16 h 15 | Essai(s) : 1 de pénalité (11e) Carton(s) jaune(s) : 1 Fainga'a (16e) |                 | Essai(s) : 3 Kaino (21e), Marchand (38e), Ahki (45e) Transformation(s) : 3 Ramos (22e, 39e, 46e) Carton(s) jaune(s) : 2 Tekori (11e), Huget (72e) Carton(s) rouge(s) : 1 Holmes (74e) | Galway Sportsground, Galway 8 129 spectateurs Arbitre : Luke Pearce |
| 5e journée 11 janvier 2020 16 h 15 |                                                                      |                 | | Galway Sportsground, Galway 8 129 spectateurs Arbitre : Luke Pearce |

| 5e journée 11 janvier 2020 18 h 30 | Gloucester Rugby | 29 - 6 (7 - 3) | Montpellier HR                                                                  | Kingsholm Stadium, Gloucester 12 837 spectateurs Arbitre : Frank Murphy |
| 5e journée 11 janvier 2020 18 h 30 | Essai(s) : 4 Heinz (33e), Rees-Zammit (50e), Morgan (58e), Gleave (66e) Transformation(s) : 3 Twelvetrees (34e, 51e, 67e) Pénalité(s) : 1 Twelvetrees (43e) |                | Pénalité(s) : 2 Steyn (21e), Darmon (55e) Carton(s) jaune(s) : 1 Willemse (65e) | Kingsholm Stadium, Gloucester 12 837 spectateurs Arbitre : Frank Murphy |
| 5e journée 11 janvier 2020 18 h 30 | |                |                                                                                 | Kingsholm Stadium, Gloucester 12 837 spectateurs Arbitre : Frank Murphy |

| 6e journée 19 janvier 2020 16 h 15 | Stade toulousain | 35 - 14 (21 - 14) | Gloucester Rugby | Stade Ernest-Wallon, Toulouse 18 780 spectateurs Arbitre : Mike Adamson |
| 6e journée 19 janvier 2020 16 h 15 | Essai(s) : 5 Tekori (14e), Ntamack (20e, 33e), Marchand (51e), Baille (61e) Transformation(s) : 5 Ramos (15e, 22e, 34e, 53e, 62e) Carton(s) jaune(s) : Tolofua (67e) |                   | Essai(s) : 2 Rees-Zammit (2e), Woodward (38e) Transformation(s) : 2 Twelvetrees (3e, 39e) Carton(s) jaune(s) : 3 Evans (27e), Craig (67e), Seville (83e) | Stade Ernest-Wallon, Toulouse 18 780 spectateurs Arbitre : Mike Adamson |
| 6e journée 19 janvier 2020 16 h 15 | |                   | | Stade Ernest-Wallon, Toulouse 18 780 spectateurs Arbitre : Mike Adamson |

| 6e journée 19 janvier 2020 16 h 15 | Montpellier HR | 35 - 29 (21 - 21) | Connacht | GGL Stadium, Montpellier 9 900 spectateurs Arbitre : Matthew Carley |
| 6e journée 19 janvier 2020 16 h 15 | Essai(s) : 5 Chilachava (4e), N'Gandebe (24e, 29e), Reilhac (53e, 78e) Transformation(s) : 5 Pollard (5e, 25e, 30e, 54e, 79e) Carton(s) jaune(s) : 1 Van Rensburg (80e) |                   | Essai(s) : 4 Healy (35e), Porch (37e), Marmion (40e), Godwin (44e) Transformation(s) : 3 Carty (36e, 38e, 40e+1) Pénalité(s) : 1 Carty (58e) | GGL Stadium, Montpellier 9 900 spectateurs Arbitre : Matthew Carley |
| 6e journée 19 janvier 2020 16 h 15 | |                   | | GGL Stadium, Montpellier 9 900 spectateurs Arbitre : Matthew Carley |

## Phase finale
|  | Quarts de finale                                                 | Quarts de finale                                            |               |    | Demi-finales                                | Demi-finales                                |  |  | Finale                                             | Finale                                             |
|  | Quarts de finale                                                 | Quarts de finale                                            |               |    | Demi-finales                                | Demi-finales                                |  |  | Finale                                             | Finale                                             |
|  |                                                                  |                                                             |               |    |                                             |                                             |  |  |                                                    |                                                    |
|  | le 20 septembre 2020 au Sandy Park à Exeter                      | le 20 septembre 2020 au Sandy Park à Exeter                 |               |    | le 26 septembre 2020 au Sandy Park à Exeter | le 26 septembre 2020 au Sandy Park à Exeter |  |  | le 17 octobre 2020 au Ashton Gate Stadium, Bristol | le 17 octobre 2020 au Ashton Gate Stadium, Bristol |
|  | le 20 septembre 2020 au Sandy Park à Exeter                      | le 20 septembre 2020 au Sandy Park à Exeter                 |               |    | le 26 septembre 2020 au Sandy Park à Exeter | le 26 septembre 2020 au Sandy Park à Exeter |  |  | le 17 octobre 2020 au Ashton Gate Stadium, Bristol | le 17 octobre 2020 au Ashton Gate Stadium, Bristol |
|  | Exeter Chiefs                                                    | 38                                                          |               |    | le 26 septembre 2020 au Sandy Park à Exeter | le 26 septembre 2020 au Sandy Park à Exeter |  |  | le 17 octobre 2020 au Ashton Gate Stadium, Bristol | le 17 octobre 2020 au Ashton Gate Stadium, Bristol |
|  | Exeter Chiefs                                                    | 38                                                          |               |    | le 26 septembre 2020 au Sandy Park à Exeter | le 26 septembre 2020 au Sandy Park à Exeter |  |  | le 17 octobre 2020 au Ashton Gate Stadium, Bristol | le 17 octobre 2020 au Ashton Gate Stadium, Bristol |
|  | Northampton Saints                                               | 15                                                          |               |    | le 26 septembre 2020 au Sandy Park à Exeter | le 26 septembre 2020 au Sandy Park à Exeter |  |  | le 17 octobre 2020 au Ashton Gate Stadium, Bristol | le 17 octobre 2020 au Ashton Gate Stadium, Bristol |
|  | Northampton Saints                                               | 15                                                          | Exeter Chiefs | 28 |                                             |                                             |  |  | le 17 octobre 2020 au Ashton Gate Stadium, Bristol | le 17 octobre 2020 au Ashton Gate Stadium, Bristol |
|  | le 20 septembre 2020 au Stade Ernest-Wallon à Toulouse           |                                                             | Exeter Chiefs | 28 |                                             |                                             |  |  | le 17 octobre 2020 au Ashton Gate Stadium, Bristol | le 17 octobre 2020 au Ashton Gate Stadium, Bristol |
|  |                                                                  | Stade toulousain                                            | 18            |    |                                             |                                             |  |  | le 17 octobre 2020 au Ashton Gate Stadium, Bristol | le 17 octobre 2020 au Ashton Gate Stadium, Bristol |
|  | Stade toulousain                                                 | Stade toulousain                                            | 18            | 36 |                                             |                                             |  |  | le 17 octobre 2020 au Ashton Gate Stadium, Bristol | le 17 octobre 2020 au Ashton Gate Stadium, Bristol |
|  | Stade toulousain                                                 |                                                             |               | 36 |                                             |                                             |  |  | le 17 octobre 2020 au Ashton Gate Stadium, Bristol | le 17 octobre 2020 au Ashton Gate Stadium, Bristol |
|  | Ulster                                                           | 8                                                           |               |    |                                             |                                             |  |  | le 17 octobre 2020 au Ashton Gate Stadium, Bristol | le 17 octobre 2020 au Ashton Gate Stadium, Bristol |
|  | Ulster                                                           | 8                                                           | Exeter Chiefs | 31 |                                             |                                             |  |  |                                                    |                                                    |
|  | le 19 septembre 2020 au Stade Marcel-Michelin à Clermont-Ferrand |                                                             | Exeter Chiefs | 31 |                                             |                                             |  |  |                                                    |                                                    |
|  |                                                                  | Racing 92                                                   | 27            |    |                                             |                                             |  |  |                                                    |                                                    |
|  | ASM Clermont                                                     | Racing 92                                                   | 27            | 27 |                                             |                                             |  |  |                                                    |                                                    |
|  | ASM Clermont                                                     | le 26 septembre 2020 à la Paris La Défense Arena à Nanterre |               | 27 |                                             |                                             |  |  |                                                    |                                                    |
|  | Racing 92                                                        | 36                                                          |               |    |                                             |                                             |  |  |                                                    |                                                    |
|  | Racing 92                                                        | 36                                                          | Racing 92     | 19 |                                             |                                             |  |  |                                                    |                                                    |
|  | le 19 septembre 2020 à l'Aviva Stadium à Dublin                  |                                                             | Racing 92     | 19 |                                             |                                             |  |  |                                                    |                                                    |
|  |                                                                  | Saracens                                                    | 15            |    |                                             |                                             |  |  |                                                    |                                                    |
|  | Leinster                                                         | Saracens                                                    | 15            | 17 |                                             |                                             |  |  |                                                    |                                                    |
|  | Leinster                                                         |                                                             |               | 17 |                                             |                                             |  |  |                                                    |                                                    |
|  | Saracens                                                         | 25                                                          |               |    |                                             |                                             |  |  |                                                    |                                                    |
|  | Saracens                                                         | 25                                                          |               |    |                                             |                                             |  |  |                                                    |                                                    |

### Quarts de finale
| Club             | Score   | Club               |
| ---------------- | ------- | ------------------ |
| Leinster         | 17 - 25 | Saracens           |
| ASM Clermont     | 27 - 36 | Racing 92          |
| Stade toulousain | 36 - 8  | Ulster             |
| Exeter Chiefs    | 38 - 15 | Northampton Saints |

| Quart de finale 19 septembre 2020 16 H 00 | Leinster | 17 - 25 (3 - 22) | Saracens | Aviva Stadium, Dublin Arbitre : Pascal Gaüzère |
| Quart de finale 19 septembre 2020 16 H 00 | Essai(s) : 2 · Porter 48e · Larmour 61e · Transformation(s) : 2/2 · Sexton 49e 63e · Pénalité(s) : 1 · Sexton 5e · |                  | Essai(s) : 1 · 36e Goode · Transformation(s) : 1/1 · 38e Goode · Pénalité(s) : 6 · 2e 8e 10e 79e Goode · 24e 27e Daly · | Aviva Stadium, Dublin Arbitre : Pascal Gaüzère |
| Quart de finale 19 septembre 2020 16 H 00 | |                  | | Aviva Stadium, Dublin Arbitre : Pascal Gaüzère |

| Quart de finale 19 septembre 2020 18 H 30 | ASM Clermont | 27 - 36 (8 - 24) | Racing 92 | Stade Marcel-Michelin, Clermont-Ferrand 5 000 spectateurs Arbitre : Romain Poite |
| Quart de finale 19 septembre 2020 18 H 30 | Essai(s) : 4 · Falgoux 21e · Fofana 59e · Matsushima 69e · Penaud 76e · Transformation(s) : 2/4 · Lopez 60e 76e · Pénalité(s) : 1 · Lopez 30e · Discipline : · Falgoux 27e · Slimani 62e · |                  | Essai(s) : 2 · 2e Dupichot · 38e Trinh-Duc · Transformation(s) : 1/2 · 39e Iribaren · Pénalité(s) : 8 · 7e 11e 28e 34e 53e 57e Iribaren · 63e 73e Machenaud · Discipline : · 21e Bird · 65e Oz · | Stade Marcel-Michelin, Clermont-Ferrand 5 000 spectateurs Arbitre : Romain Poite |
| Quart de finale 19 septembre 2020 18 H 30 | |                  | | Stade Marcel-Michelin, Clermont-Ferrand 5 000 spectateurs Arbitre : Romain Poite |

| Quart de finale 20 septembre 2020 13 H 30 | Stade toulousain | 36 - 8 (15 - 3) | Ulster                                                     | Stade Ernest-Wallon, Toulouse 5 000 spectateurs Arbitre : Wayne Barnes |
| Quart de finale 20 septembre 2020 13 H 30 | Essai(s) : 5 · Kolbe 2e 38e · Dupont 49e · Ahki 61e · Ramos 66e · Transformation(s) : 4/5 · Ramos 40e 51e 62e 68e · Pénalité(s) : 1 · Ramos 13e · |                 | Essai(s) : 1 · 71e Cooney · Pénalité(s) : 1 · 25e Cooney · | Stade Ernest-Wallon, Toulouse 5 000 spectateurs Arbitre : Wayne Barnes |
| Quart de finale 20 septembre 2020 13 H 30 | |                 |                                                            | Stade Ernest-Wallon, Toulouse 5 000 spectateurs Arbitre : Wayne Barnes |

| Quart de finale 20 septembre 2020 18 H 30 | Exeter Chiefs | 38 - 15 (14 - 10) | Northampton Saints | Sandy Park, Exeter Arbitre : Matthew Carley |
| Quart de finale 20 septembre 2020 18 H 30 | Essai(s) : 5 · Maunder 16e · Vermeulen 24e 77e · Nowell 41e · Hill 53e · Transformation(s) : 5/5 · J.Simmonds 17e 25e 42e 54e · Steenson 78e · Pénalité(s) : 1 · J.Simmonds 60e · |                   | Essai(s) : 2 · 36e Harrison · 56e Dingwall · Transformation(s) : 1/2 · 37e Biggar · Pénalité(s) : 1' · 6e Biggar (6e) · | Sandy Park, Exeter Arbitre : Matthew Carley |
| Quart de finale 20 septembre 2020 18 H 30 | |                   | | Sandy Park, Exeter Arbitre : Matthew Carley |

### Demi-finales
| Club          | Score   | Club             |
| ------------- | ------- | ---------------- |
| Racing 92     | 19 - 15 | Saracens         |
| Exeter Chiefs | 28 - 18 | Stade toulousain |

| Demi-finale 26 septembre 2020 14 h 0 | Racing 92 | 19 - 15 (9 - 6) | Saracens                                        | Paris La Défense Arena, Nanterre 1 000 spectateurs Arbitre : Nigel Owens |
| Demi-finale 26 septembre 2020 14 h 0 | Essai(s) : 1 · Imhoff 77e · Transformation(s) : 1/1 · Machenaud 78e · Pénalité(s) : 4/5 · Iribaren 12e 33e 40+3e · Machenaud 69e · |                 | Pénalité(s) : 5/5 · 25e 31e 44e 49e 54e Goode · | Paris La Défense Arena, Nanterre 1 000 spectateurs Arbitre : Nigel Owens |
| Demi-finale 26 septembre 2020 14 h 0 | |                 |                                                 | Paris La Défense Arena, Nanterre 1 000 spectateurs Arbitre : Nigel Owens |

| Demi-finale 26 septembre 2020 16 h 30 | Exeter Chiefs | 28 - 18 (14 - 11) | Stade toulousain                                                                                                   | Sandy Park, Exeter 0 spectateurs Arbitre : Andrew Brace |
| Demi-finale 26 septembre 2020 16 h 30 | Essai(s) : 4 · Williams 31e 60e · S. Simmonds 40e · J. Simmonds 70e · Transformation(s) : 4/4 · J. Simmonds 32e 40+1e 61e 71e · |                   | Essai(s) : 2 · 36e Placines · 76e Lebel · Transformation(s) : 1/2 · 76e Ramos · Pénalité(s) : 2/3 · 5e 14e Ramos · | Sandy Park, Exeter 0 spectateurs Arbitre : Andrew Brace |
| Demi-finale 26 septembre 2020 16 h 30 | |                   | | Sandy Park, Exeter 0 spectateurs Arbitre : Andrew Brace |

### Finale
| Club          | Score   | Club      |
| ------------- | ------- | --------- |
| Exeter Chiefs | 31 - 27 | Racing 92 |

| Finale 17 octobre 2020 17 h 45 | Exeter Chiefs | 31 - 27 (21 - 12) | Racing 92 | Ashton Gate Stadium, Bristol 0 spectateurs Arbitre : Nigel Owens |
| Finale 17 octobre 2020 17 h 45 | Essai(s) : 4 · Cowan-Dickie 8e · S. Simmonds 16e · Williams 40e · Slade 45e · Transformation(s) : 4/4 · J. Simmonds 9e 17e 40+1e 46e · Pénalité(s) : 1/1 · J. Simmonds 80e · Discipline : · Francis 71e · |                   | Essai(s) : 4 · 20e 43e Zebo · 32e Imhoff · 50e Chat · Transformation(s) : 2/4 · 32e Russell · 51e Machenaud · Pénalité(s) : 1/1 · 65e Machenaud · | Ashton Gate Stadium, Bristol 0 spectateurs Arbitre : Nigel Owens |
| Finale 17 octobre 2020 17 h 45 | |                   | | Ashton Gate Stadium, Bristol 0 spectateurs Arbitre : Nigel Owens |